# 9. (dalmacijska) divizija (NOVJ)
9. (dalmacijska) divizija je bila partizanska divizija, ki je delovala v sklopu NOV in POJ v Jugoslaviji med drugo svetovno vojno.

## Zgodovina
Ustanovljena je bila 13. februarja 1943; ob ustanovitvi je imela 3 brigade in 2.868 borcev. Razpuščena je bila 12. aprila 1943. Ponovno je bila ustanovljena v začetku septembra 1943.

## Poveljstvo
Poveljniki
- Vicko Krstulović

Politični komisarji
- Ivan Kukoč

## Sestava
Februar 1943
- 3. dalmatinska brigada
- 4. dalmatinska brigada
- 5. dalmatinska brigada